# King & Co.
King & Co. war ein britischer Hersteller von Automobilen.

## Unternehmensgeschichte
Das Unternehmen aus Leicester begann 1904 mit der Produktion von Automobilen. Der Markenname lautete King. 1905 endete die Produktion.

## Fahrzeuge
Im Angebot stand nur ein Modell. Ein Zweizylindermotor von De Dion-Bouton mit 12 PS Leistung trieb über eine Kette die Hinterachse an. Der Kühlergrill ähnelte jenen der Fahrzeuge der Daimler Motor Company.